# Mweru-Wantipa-See
Der Mweru-Wantipa-See liegt in der Nordprovinz von Sambia. Fast die gesamte Seefläche gehört zum Mweru-Wantipa-Nationalpark.

## Beschreibung
Der See befindet sich in der gleichnamigen Senke zwischen dem Mwerusee und dem Südende des Tanganjikasees und nur wenige Kilometer von der von ihm nördlich verlaufenden Grenze mit der Demokratischen Republik Kongo entfernt. Der See teilt sich auf die Distrikte Nsama und Kaputa auf. Unweit seines nordwestlichen Ufers liegt die Stadt Kaputa, wo sich die Verwaltung des gleichnamigen Distriktes befindet.
Der See selbst ist nur mit Booten, traditionell mit einem Einbaum der Einheimischen durch die ihn teilweise umgebenden Sümpfe zu erreichen. Sein wichtigster Zufluss ist der aus der Demokratischen Republik Kongo kommende Choma. Der See hat mit seinen Zuflüssen ein Einzugsgebiet von etwa 10.600 km² und entwässert über den Kalungwishi in das Einzugsgebiet des Kongo. In der Vergangenheit kam es zu erheblichen Schwankungen des Seewasserspiegels, die seine Ausdehnung in der Fläche wesentlich beeinflussten. Bekannt geworden sind dabei mindestens vier Trockenzeiten, in denen er fast verschwand. In der Mitte des 19. Jahrhunderts existierte ein Abfluss in den Mwerusee. Seit 1962 hat sich seine Wasserfläche wieder stark ausgedehnt.
Der größte Teil seiner Wasserfläche und die westlich von ihm liegenden Landschaften sowie der kleinere benachbarte Chisi-See bilden zusammen den Mweru-Wantipa-Nationalpark.

## Flora und Fauna
Im Mweru-Wantipa-Nationalpark leben Elefanten, Krokodile und Büffel. Die Seeufer bilden weitgehend sumpfige Ufer mit dichtem Papyrus, was ihn für Wasservögel sehr interessant macht. Auch die in Sümpfen lebende Sitatunga-Antilope findet sich hier.

## Wirtschaftliche Nutzung
Die hier lebende Bevölkerung nutzt den See zum Fischfang. Es werden Bestände von Clarias spp., Gnathonemus macrolepidotus, Schilbe mystus, Serranochromis macrocephala und Tilapia macrochir gefischt. Die Nutzung des Naturraumes am See und seiner Umgebung beeinträchtigt in zunehmendem Maße den Lebensraum vieler Arten. Es wird nach Lösungen gesucht, verträgliche Bedingungen für Anwohner und deren Feldwirtschaft, ihren touristischen Angeboten sowie dem Naturschutzanliegen zu finden. Die Nationalparkverwaltung verweist auf eine notwendige Reduzierung der Landnutzung, besonders der Zersiedelung im Umfeld des Sees.
Wilderei hat die Bestände allerdings sehr verringert. Reisende berichten, sie hätten nur einige Warzenschweine gesehen und selbst die Vögel seien längst gewildert.